# 第1回NHK紅白歌合戦
『第1回NHK紅白歌合戦』（だいいっかいエヌエイチケイこうはくうたがっせん）は、1951年（昭和26年）1月3日にNHK東京放送会館第1スタジオで行われた、初めてのNHK紅白歌合戦。20時から21時にNHKで生放送された。

## 紅白歌合戦とは
1945年（昭和20年）12月31日放送の前身番組『紅白音楽試合』の流れを引き継ぎ、ディレクターの近藤積を中心に制作された。
同じ内容のものを翌年も放送するのは当時の放送業界では能無しと見做されていたため、「大晦日に同じ番組を続ける」という発想がなく、1946年（昭和21年）以降の大晦日番組として『紅白音楽試合』が編成されることはなかった（代わって『明星祭』、『忘年音楽うらおもて』など別の音楽特番が編成された）。しかし、スタッフは『紅白音楽試合』の反響の凄さを忘れられず、「大晦日の番組でなければいいだろう」と1951年（昭和26年）の正月番組として放送した。
「第1回NHK紅白歌合戦」というのは後につけられた呼称である。当初は単発番組の予定であったため、「第1回」の回次は振られておらず、「紅白歌合戦」ではなく「紅白音楽合戦」であった（ただし、当時の『毎日新聞』の番組紹介記事には「紅白歌合戦」と記載されていた）。「紅白音楽合戦」の名称は前身番組『紅白音楽試合』が本来使用する予定だったものである。

## 出演者

### 司会者
- 紅組司会：加藤道子 - 女優。
- 白組司会：藤倉修一 - NHKアナウンサー。ラジオ番組『街頭録音』、『二十の扉』などを担当。
- 総合司会：田辺正晴 - NHKアナウンサー。前身の「紅白音楽試合」でも総合司会を担当。

### 出場歌手
初出場
| 紅組       | 紅組 | 紅組             | 白組       | 白組 | 白組                         |
| 歌手       | 回   | 曲               | 歌手       | 回   | 曲                           |
| ---------- | ---- | ---------------- | ---------- | ---- | ---------------------------- |
| 赤坂小梅   | 初   | 三池炭坑節       | 近江俊郎   | 初   | 湯の町エレジー               |
| 暁テル子   | 初   | リオのポポ売り   | 楠木繁夫   | 初   | 紅燃ゆる地平線               |
| 菊池章子   | 初   | 母紅梅の唄       | 東海林太郎 | 初   | 赤城かりがね または 国境の町 |
| 菅原都々子 | 初   | 憧れの住む町     | 鈴木正夫   | 初   | 常磐炭坑節                   |
| 二葉あき子 | 初   | 星のためいき     | 鶴田六郎   | 初   | 港の恋唄                     |
| 松島詩子   | 初   | 上海の花売娘     | 林伊佐緒   | 初   | 銀座夜曲                     |
| 渡辺はま子 | 初   | 桑港のチャイナ街 | 藤山一郎   | 初   | 長崎の鐘                     |

#### 選考を巡って
- 今回の出場歌手は全員1950年（昭和25年）12月31日放送のNHK『明星祭』に出演しなかった者である。

### 審査員
- 春日由三 - NHK芸能局長
- 吉本明光 - 音楽評論家
- 聴取者代表男女各2名

## 当日のステージ
- 『紅白音楽試合』は非公開番組であったが、この回では公開放送に踏み切り、当時のNHK東京放送会館で一番大きいラジオ第1スタジオに、300人程の観客を入れて行った[1]。近藤曰く「『紅白音楽試合』の時は終戦間もない時期だったため番組制作も大変で、公開放送に踏み切る余裕もなかったが、今回はこれができると思った」とのこと[2]。
- 後の紅白とは異なり、今回では放送前に出場歌手の曲目や曲順は公表されなかった[3]。これは、曲目や曲順を直前まで伏せることで、聴取者の関心や出演者の対抗意識を高めることが狙いであった[3]。対抗戦形式を意識し、紅組キャプテンの渡辺はま子、白組キャプテンの藤山一郎がそれぞれ相手の出方を見ながら誰に何を歌わせるかを決めるというものだった[4]。そのため放送開始後は応援の電話がNHKに殺到し、近江の「湯の町エレジー」歌唱時にはNHKの電話回線がパンクする程の応援電話があったという[5]。『報知新聞』は別の歌唱曲を掲載しており、
  - 赤坂小梅 - 「浅間の煙」
  - 暁テル子 - 「ミネソタの卵売り」
  - 二葉あき子 - 「フランチェスカの鐘」
  - 楠木繁夫 - 「紫匂う地平線」
  - 東海林太郎 - 「国境の町」
  - 林伊佐緒 - 「ダンスパーティーの夜」

と予想していた（菊池章子、菅原都々子、松島詩子、渡辺、近江俊郎、鶴田六郎、藤山については実際の歌唱曲と同じ、鈴木正夫については予想曲の記載なし）。また、1951年1月1日付の『毎日新聞』の番組紹介記事にも出場歌手名の記載があった。
- 松島詩子は合田道人の取材で語ったところでは、ディレクターから「自分のお気に入りを歌ってもよい」と言われていたという。松島は自身の持ち歌ではなく、岡晴夫の「上海の花売娘」を歌った[8]。
- 優勝した白組には小さい優勝カップが授与された。白組キャプテン（白組トリおよび大トリ）の藤山を中心に「エイ、エイ、オー」と勝ちどきを上げた[1]。
- 菊池は「ギャラは一律3000円。（本紅白に）出たくなくて仕方なかった」と語っている[9]。
- 今回の映像・音声・写真など、番組風景を推測できる資料は全く現存していない。NHKも「単発番組」との意識だったため写真を撮影しなかったという[10]。
- 使用したマイクは、東芝A型ベロシティーマイクロホンＶＩ-3４5A（戦前型）とＯＢ1028（戦後型）の各1本。

## エピソード
- 後年の取材において、紅組司会の加藤は「第1回の司会をしたことをすっかり忘れていた」、白組司会の藤倉は「（白組司会の話を受けた際）正月位は休ませろとゴネた記憶がある」と語った[11]。
- 上述の通り、当初は単発番組扱いであった紅白が長寿番組化することを予想していたスタッフはいなかったという。一方で、当時NHKに入局したばかりだった川口幹夫は本紅白をラジオで聴き、紅白が将来大きくなることを予想したという[10]。放送後、あまりの好評により、翌年（1952年）に第2回を放送、以降長らく続く長寿番組となり、川口は紅白を国民的番組に育て上げることになる。
- 第2回では、白組司会は藤倉が続投したのに対し、紅組司会については今回担当者の加藤が「アドリブが利かない」と判断され丹下キヨ子に交代となった[12]。
- 2011年8月16日に二葉あき子が死去して以降、2024年（令和6年）現在まで第1回出演者のうち存命者はトップバッターの菅原都々子ただ1人となっている。
- 2009年（平成21年）8月22日放送の『第41回思い出のメロディー』で本紅白の再現コーナーが設けられ、2006年末でプロ歌手を引退していた菅原が3年ぶりに出演し、一夜限りの特別出演で「憧れの住む町」を披露した。